# Jalen Hurts
Jalen Alexander Hurts (Houston, Texas, Estados Unidos, 7 de agosto de 1998) es un jugador profesional de fútbol americano. Juega en la posición de quarterback y actualmente milita en los Philadelphia Eagles de la National Football League (NFL).

## Biografía
Los padres de Hurts son Pamela y Averion Hurts. Hurts tiene dos hermanos: una hermana menor, Kynnedy, y un hermano mayor, Averion, que lleva el nombre de su padre. El hermano de Jalen, Averion, fue el mariscal de campo titular de la Universidad del Sur de Texas y ahora es entrenador de fútbol juvenil. A partir del primer año de Hurts, uno de sus padres asistiría a su juego de fútbol todas las semanas, mientras que el otro asistiría al juego de Averion.
Aparte del fútbol, Hurts participó e halterofilia. Como sophomere en el instituto, Hurts levantó 500 libras de peso. Fue finalista regional en la clase de 198-libras.

## Carrera

### Instituto
Hurts asistió a Channelview High School en Channelview, Texas . El padre de Hurts, Averion, fue el entrenador de fútbol en Channelview High School durante la carrera de la secundaria de sus hijos. En su último año, pasó para 2,384 yardas con 26 pases de touchdown y corrió para 1,391 yardas y 25 touchdowns. Hurts fue una parte del segundo equipo en todo el distrito como estudiante de segundo año y fue nombrado MVP general del Distrito 21-6A como junior durante sus años de juego en la escuela secundaria. Jugó contra el destacado corredor de primer año de Texas A&M, el corredor Trayveon Williams a lo largo de su carrera en la escuela secundaria. Hurts fue calificado como un recluta de cuatro estrellas y se clasificó entre los mejores mariscales de campo de doble amenaza en la Clase de 2016. Aunque Texas A&M hizo un fuerte esfuerzo para reclutar a Hurts después de la partida de su mariscal de campo titular, Kyler Murray, finalmente fracasaron en sus esfuerzos después de que Hurts procedió a comprometerse con la Universidad de Alabama el 5 de junio de 2015. Fue reclutado por el entrenador de línea defensiva de Alabama Bo Davis y el coordinador ofensivo Lane Kiffin . Hurts terminó la escuela secundaria académicamente en el puesto 39 de su clase.

### Universidad

#### 2016
Como verdadero estudiante de primer año en Alabama en 2016, Hurts compitió para abrir la temporada como el mariscal de campo titular. Blake Barnett comenzó el primer juego contra los Troyanos de la USC, pero para el segundo juego, Hurts había asumido el papel inicial, convirtiéndose en el primer estudiante de primer año en comenzar como quarterback para Alabama en 32 años (Vince Sutton en 1984 fue el último). Hurts hizo una temporada histórica de primer año bajo el entrenador en jefe Nick Saban . Lanzó para 2,780 yardas y 23 touchdowns con nueve intercepciones. Su porcentaje de finalización fue del 62.8 por ciento, y terminó la temporada con una calificación de quarterback de 139.12. Corrió para un total de 954 yardas y 13 touchdowns, rompiendo el récord de temporada de la escuela en yardas por tierra por un mariscal de campo, superando el récord anterior de Steadman Shealy de 791 yardas. Terminó la temporada 2016 con 36 touchdowns en general, rompiendo el récord anterior de touchdowns de Blake Sims en una sola temporada para Crimson Tide con un total de 35 que estableció en 2014 . Hurts se convirtió en el primer mariscal de campo entrenado por Nick Saban en correr por más de 11 touchdowns en una sola temporada. Fue el primer jugador en la historia de Alabama en pasar para 300 yardas y correr para 100 yardas en el mismo juego y el primer mariscal de campo en correr para 120 yardas o más en múltiples juegos. En el juego Iron Bowl contra Auburn, Hurts completó el 75% de sus pases, lo que estableció un nuevo récord de Iron Bowl.  Alabama concluyó su temporada regular 2016–2017 con un récord perfecto de 12–0 (8–0 SEC). El 30 de noviembre de 2016, Hurts fue declarado uno de los diez finalistas para el Premio Manning que se otorga al mejor mariscal de campo universitario de la nación. El 3 de diciembre de 2016, lideró a su equipo para ganar el Campeonato SEC 2016 sobre los Florida Gators y posteriormente fue nombrado Jugador Ofensivo SEC del Año, Estudiante de primer año SEC del Año, y recibió a Freshman All-American de varias publicaciones. Hurts apareció en la portada de la revista Sports Illustrated College Football Playoff el 6 de diciembre de 2016. El 9 de enero de 2017, Alabama, la mejor cabeza de serie, perdió el Campeonato Nacional de Playoffs de Fútbol Universitario 2017 contra los Tigres de Clemson por un puntaje de 35-31. El Bowl se jugó en el Raymond James Stadium en Tampa .

#### 2017
En 2017, Hurts llevó a Tide a una temporada 13-1, dándoles un lugar en los playoffs como semilla # 4, donde jugaron contra Clemson en el Sugar Bowl 2018 . Hurts fue el MVP ofensivo en ese juego, con Daron Payne siendo el MVP defensivo en una victoria 24-6 sobre los Tigres. Hurts fue enviado al medio tiempo del Campeonato Nacional de Playoffs de Fútbol Universitario 2018 para el verdadero estudiante de primer año Tua Tagovailoa . Hurts ganó su primer Campeonato Nacional cuando Crimson Tide derrotó a los Bulldogs de Georgia por un puntaje de 26–23 en tiempo extra. En general, terminó la temporada 2017 con 2,081 yardas aéreas, 17 touchdowns y una intercepción para acompañar 855 yardas terrestres y ocho touchdowns terrestres.

#### 2018
Después de que Tagovailoa ayudó a liderar la Crimson Tide a una victoria de regreso en el Campeonato Nacional el año anterior, surgieron preguntas si Hurts seguiría siendo el mariscal de campo titular para Alabama. En el primer partido de la temporada contra Louisville, Tagovailoa fue el titular. Hurts entró en el juego en una rotación. Tuvo 70 yardas aéreas en la victoria 51–14; Tagovailoa tuvo 227 yardas aéreas y dos touchdowns. Tagovailoa fue nombrado oficialmente el titular en el próximo partido contra Arkansas State. En una función de respaldo, Hurts ganó un tiempo de juego significativo en la temporada 2018.
En el Juego de Campeonato SEC 2018, alivió a un Tagovailoa lesionado y llevó al equipo a una victoria de regreso contra Georgia . Alabama se mudó a 13-0 y aseguró un lugar en los Playoffs. 
Hurts completó su licenciatura en ciencias de la comunicación y la información en diciembre de 2018.

#### 2019

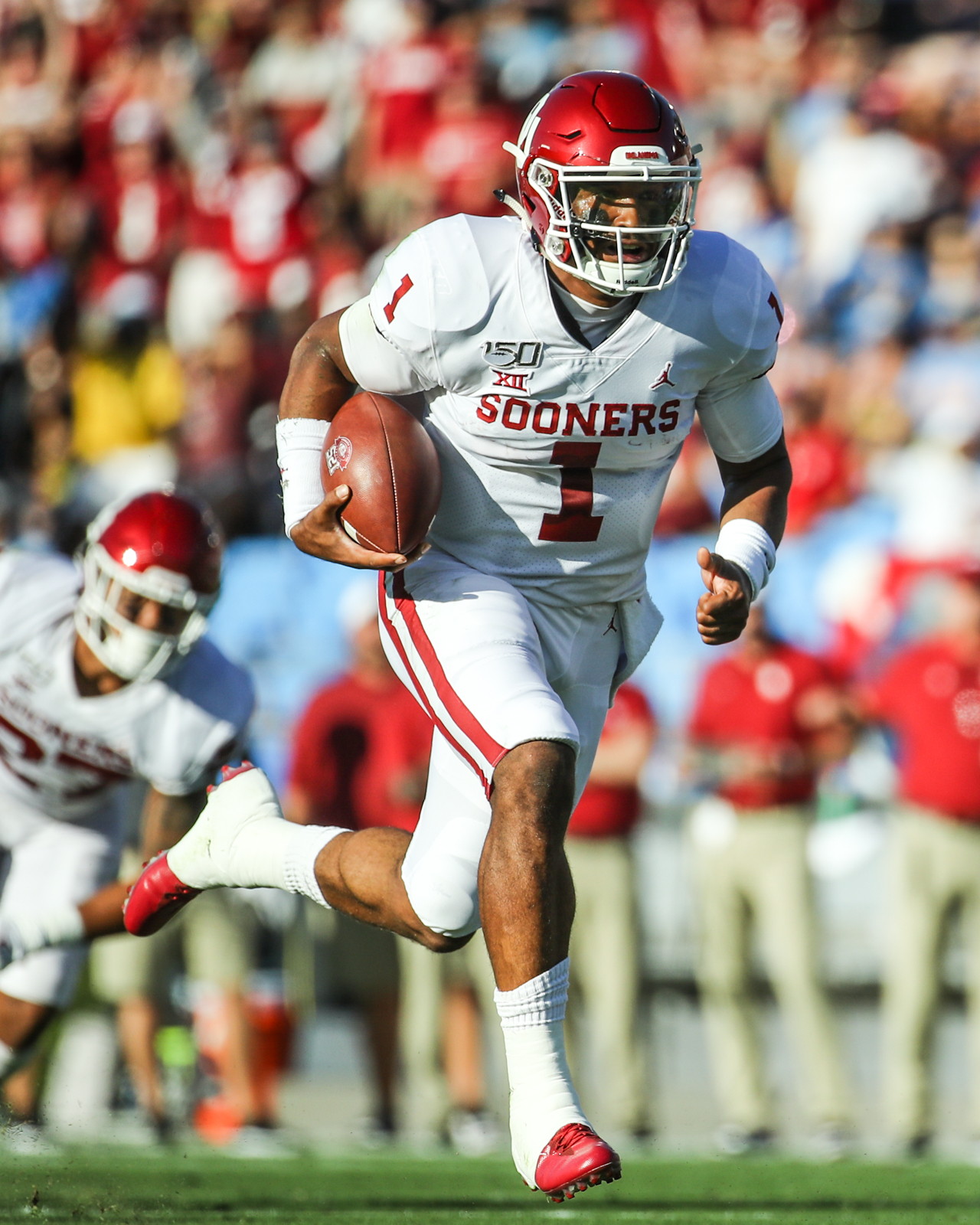
Hurts, en su único año en Oklahoma.

El 16 de enero de 2019, Hurts anunció a través de las redes sociales que se transferiría a la Universidad de Oklahoma para su último año de elegibilidad. Como transferencia de posgrado, era elegible para jugar en la temporada 2019.
En su primer juego como Sooner el 1 de septiembre de 2019, Hurts rompió el récord de yardas de un solo juego de Oklahoma en un debut (anteriormente sostenido por Baker Mayfield cuando puso 396 yardas de ofensiva total contra Akron en 2015), acumulando 508 yardas de total ofensa contra Houston . El 28 de septiembre, en una victoria por 55–14 sobre Texas Tech, tuvo 415 yardas aéreas, tres touchdowns y una intercepción para acompañar nueve acarreos para 70 yardas terrestres y un touchdown terrestre. Hurts ayudó a llevar a Oklahoma a un inicio de temporada de 7-0. El primer revés del equipo se produjo contra Kansas State el 26 de octubre. En la derrota de 48–41, Hurts pasó para 395 yardas y un touchdown para pasar con 19 acarreos para 96 yardas por tierra y tres touchdowns por tierra. Hurts ayudó a llevar a Oklahoma a un Campeonato Big 12 y un lugar en el Playoff de fútbol americano universitario . La temporada de los Sooners terminó con una derrota por 63–28 ante LSU en el Peach Bowl de 2019 . Hurts registró una temporada exitosa con los Sooners, registrando 3,851 yardas aéreas, 32 touchdowns y 8 intercepciones para acompañar a 1,298 yardas terrestres y 20 touchdowns terrestres. Terminó segundo en la votación del Trofeo Heisman por detrás de Joe Burrow .

#### Estadísticas
| Año     | Equipo   | Juegos | Juegos | Paso | Paso | Paso | Paso   | Paso | Paso | Paso  | Corriendo | Corriendo | Corriendo | Corriendo |
| Año     | Equipo   | sol    | GS     | Cmp  | Att  | PCT  | Yardas | TD   | En t | Rtg   | Att       | Yardas    | Promedio  | TD        |
| ------- | -------- | ------ | ------ | ---- | ---- | ---- | ------ | ---- | ---- | ----- | --------- | --------- | --------- | --------- |
| 2016    | Alabama  | 15     | 14     | 240  | 382  | 62,8 | 2,780  | 23   | 9 9  | 139,1 | 191       | 954       | 5.0       | 13        |
| 2017    | Alabama  | 14     | 14     | 154  | 254  | 60,6 | 2,081  | 17   | 1    | 150,7 | 154       | 855       | 5.6       | 8         |
| 2018    | Alabama  | 13     | 0 0    | 51   | 70   | 72,9 | 765    | 8    | 2    | 202,4 | 36        | 186       | 5.2       | 2         |
| 2019    | Oklahoma | 14     | 14     | 237  | 340  | 69,7 | 3.851  | 32   | 8    | 191,2 | 233       | 1,298     | 6.5       | 20        |
| Carrera | Carrera  | 56     | 42     | 682  | 1047 | 65,1 | 9.477  | 80   | 20   | 162,6 | 614       | 3,274     | 5.33      | 43        |

### NFL

#### Philadelphia Eagles
Hurts fue seleccionado por los Philadelphia Eagles en la segunda ronda con la selección general número 53 del Draft 2020 de la NFL .
En abril de 2023, hurts renovó contrato con los Eagles, este contrato lo vinculará con Philadelphia por 5 años y se convertirá en el jugador mejor pagado de la NFL.

## Premios y nominaciones
| Premio              | Año  | Nominado | Categoría                             | Resultado | Referencias |
| ------------------- | ---- | -------- | ------------------------------------- | --------- | ----------- |
| Kids' Choice Awards | 2025 | Él mismo | Estrella deportiva masculina favorita | Nominado  | [ 31 ]      |